# Северный (остров, Новая Зеландия)
Северный остров (англ. North Island, маори Te Ika-a-Māui, в 1840-х годах также Новый Ольстер) — один из двух главных островов Новой Зеландии. Отделён проливом Кука от большего, но менее населённого Южного острова. Население составляет 3 760 900 человек (июнь 2019 года). Около 76 % населения Новой Зеландии проживает на Северном острове.

## Этимология
Хотя в течение многих лет остров был известен как Северный, в 2009 году Географический совет Новой Зеландии обнаружил, что, как и у Южного острова, у Северного острова нет официального названия. После публичных консультаций в октябре 2013 года Правление совета официально назвало остров «Северным островом» или Те Ика-а-Мауи. На некоторых картах XIX века Северный остров называют Новым Ольстером.

## География
Площадь острова — 113 729 км², 2-й по величине (после Южного) в Новой Зеландии и 14-й в мире.
Северный остров в значительно меньшей степени покрыт горами, чем Южный. Самая высокая его точка — активный вулкан Руапеху (2797 м.). Однако на Северном острове имеется высокая вулканическая активность, в результате чего из шести вулканических зон страны пять расположены именно здесь.
В самом центре Северного острова — самое большое в Новой Зеландии озеро Таупо. Отсюда вытекает самая длинная река Новой Зеландии Уаикато, длина которой равна 425 км.
Среднегодовая температура составляет +19 °C.
На западе острова находится национальный парк Эгмонт.
На острове имеется ряд примечательных пещер.

## Население
На острове расположены основные города страны, в том числе самый большой в Новой Зеландии — Окленд и столица страны — Веллингтон. По переписи 2011 года число жителей острова составляет 3 366 100 человек.

Некоторые города Северного острова

| Город           | Население | Город       | Население |
| --------------- | --------- | ----------- | --------- |
| Окленд          | 1 470 100 | Уонгануи    | 42 200    |
| Веллингтон      | 215 100   | Гисборн     | 37 000    |
| Гамильтон       | 176 500   | Парапарауму | 30 100    |
| Тауранга        | 151 300   | Пукекохе    | 26 500    |
| Лоуэр-Хатт      | 110 700   | Таупо       | 25 400    |
| Палмерстон-Норт | 81 500    | Мастертон   | 21 400    |
| Нейпир          | 66 300    | Кеймбридж   | 20 500    |
| Хибискус-Кост   | 59 800    | Левин       | 18 800    |
| Порируа         | 59 600    | Фейлдинг    | 17 050    |
| Роторуа         | 58 500    | Факатане    | 16 700    |
| Нью-Плимут      | 57 600    | Хавлок-Норт | 14 900    |
| Фангареи        | 54 400    | Токороа     | 14 300    |
| Хейстингс       | 49 000    | Файканае    | 13 650    |
| Аппер-Хатт      | 44 300    | Те Авамуту  | 13 100    |